# 蒋牧良
蒋牧良（1901年—1973年），原名蒋希仲，笔名池沛、牧良等，男，湖南涟源人，中国编辑、作家，中国作家协会理事，原中国作家协会湖南分会主席。